# Mama Grizzly
Mit Mama Grizzlies bezeichnete Sarah Palin die von ihr unterstützten Kandidatinnen bei den Wahlen in den Vereinigten Staaten 2010, bei denen sie vor allem gezielt weibliche Kandidaten förderte. Die meisten dieser Kandidatinnen werden gemeinhin auch der Tea-Party-Bewegung zugerechnet. Die Bezeichnung wurde offiziell im Juli 2010 in einem youtube-Video von Palins SarahPAC (Political Action Committee) vorgestellt. Sarah Palin selbst benutzte die Bezeichnung erstmals in einer Rede am 14. Mai 2010: „If you thought pit bulls were tough, you don't want to mess with mama grizzlies“ (Wenn du geglaubt hast, Pitbulls sind hart, dann willst du dich nicht mit den Mama-Grizzlys anlegen.)

## Mama Grizzlys
Die einzelnen Kandidatinnen wurden per Anruf in einer Talkshow, Facebook, Tweet oder SMS öffentlichkeitswirksam „benachrichtigt“. Einige von ihnen, wie zum Beispiel Nikki Haley oder Christine O’Donnell schafften, entgegen den Erwartungen, den Sieg in den Vorwahlen, die in den USA obligatorisch sind.
- Sharron Angle, Kandidatin als Senator
- Kelly Ayotte, Kandidatin als Senator
- Cecile Bledsoe, in Vorwahlen gescheitert
- Pam Bondi, Kandidatin als Generalstaatsanwältin
- Ann Marie Buerkle, Kandidatur vorzeitig zurückgezogen
- Beth Chapman, Secretary of State in Alabama
- Renee Ellmers, Kandidatin als Kongressmitglied
- Mary Fallin, Kandidatin als Gouverneur
- Brenna Findley, Kandidatur vorzeitig zurückgezogen
- Carly Fiorina, Kandidatin als Senator
- Nikki Haley, Kandidatin als Gouverneur
- Karen Handel, in Vorwahlen gescheitert
- Vicky Hartzler, Kandidatin als Kongressmitglied
- Cecilia Heil, in Vorwahlen gescheitert
- Susana Martinez, Kandidatin als Gouverneur
- Rita Meyer, in Vorwahlen gescheitert
- Angela McGlowan, in Vorwahlen gescheitert
- Christine O’Donnell, Kandidatin als Senator
- Star Parker, Kandidatur vorzeitig zurückgezogen
- Martha Roby, Kandidatin als Kongressmitglied
- Jackie Walorski, Kandidatin als Kongressmitglied
- Michele Bachmann, Kandidatin als Kongressmitglied
- Cathy McMorris Rodgers, Kandidatin als Kongressmitglied

In den Wahlen schafften es 15 der 34 Mama Grizzlys ins Repräsentantenhaus und 5 der 12 Kandidatinnen wurden als Senatorin gewählt.

## Kritik
Das etablierte, linke Political Action Committee EMILY’s List meint, dass die radikalen Positionen der Kandidaten dem Feminismus schaden. Die linke Publizistin Conniff bezeichnet die Ideen der Mama Grizzlys als „Luxus, den sich nur reiche und privilegierte Frauen“ leisten können.